# Крагујевац вајлд кетси
Крагујевац вајлд кетси (енгл. Kragujevac Wild Cats; познати и као Крагујевачке дивље мачке) је српски клуб америчког фудбала из Крагујевца. Основан је 2011. године и своје утакмице игра на стадиону Чика Дача у Крагујевцу. Дивље мачке се такмиче у највишем рангу такмичења за жене у Србији - Флег лиги, група Југ. У првој сезони лиге, освојили су титулу првака Србије.

## Историјат

### Оснивање и развој
Управа Вајлд борса одлучила је 12. јуна 2011. године да формира женску секцију клуба. Тим је назван Вајдл кетс, тј. „дивље мачке“. На почетку је екипу чинило око 20 девојака и то је након Војвоткиња из Новог Сада други женски клуб америчког фудбала Прву утакмицу Дивље мачке су одиграле на флег турниру у Матарушкој Бањи против женског тима Ројал краунси Краљево и победиле резултатом 32:6 То је уједно била и прва званична утакмица женских тимова америчког фудбала у његовој бесконтактној верзији у Србији.

### Сезона 2012.
Прву пријатељку утакмицу Дивље мачке су одиграле против Вучица из Београда на Ади Циганлији, 8. јула 2012. године.. У септембру месецу 2012. године одржан је први званични флег турнир за жене у Новом Саду. Дивље мачке су оствариле три победе, а у финалу су се састале са Војвоткињама и победиле резултатом 23:12 Крајем 2012. године одржан је други званични турнир, у Крагујевцу и Вајдл кетси су освојиле прво месту победивши у све три утакмице

### Сезона 2013.
У априлу 2013. године Дивље мачке су одиграле свој први међународни меч против Лејдихокса из Љубљане.. У септембру је формирана Флег лига Србије за жене, и у првој сезони осим Вајд кетса наступило је још 7 екипа подељених у две групе Дивље мачке су на сва три турнира оствариле максимални број победа и као прве пласирале су се на финално надметање које је одржано у Крагујевцу
У полуфиналу 27. октобра победиле су екипу Вучица резултатом 26:7, а у финалу су савладале Војвоткиње из Новог Сада — 25:13. Тиме су Дивље мачке постале прве шампионке Србије у америчком фудбалу.